# Torneo Clausura 2007 (Guatemala)
El Torneo Clausura 2007 fue el 16.º torneo corto del fútbol guatemalteco, que finaliza la temporada 2006-07 de la Liga Nacional en Guatemala.

## Equipos participantes
| Club                                   | Ciudad              | Departamento   | Estadio                         | Capacidad |
| -------------------------------------- | ------------------- | -------------- | ------------------------------- | --------- |
| Club Social y Deportivo Comunicaciones | Ciudad de Guatemala | Guatemala      | Estadio Mateo Flores            | 30.000    |
| Club Social y Deportivo Municipal      | Ciudad de Guatemala | Guatemala      | Estadio Mateo Flores            | 30.000    |
| Club Social y Deportivo Suchitepéquez  | Mazatenango         | Suchitepéquez  | Carlos Salazar Hijo             | 10.000    |
| Deportivo Jalapa                       | Jalapa              | Jalapa         | Estadio Las Flores              | 10.000    |
| Deportivo Marquense                    | San Marcos          | San Marcos     | Estadio Marquesa de la Ensenada | 10.000    |
| Deportivo Mictlán                      | Asunción Mita       | Jutiapa        | Estadio La Asunción             | 3.000     |
| Deportivo Petapa                       | San Miguel Petapa   | Guatemala      | Estadio Julio A. Cobar          | 10.000    |
| Deportivo Zacapa                       | Zacapa              | Zacapa         | Estadio David Ordóñez Bardales  | 10.000    |
| Heredia Jaguares                       | San José            | Petén          | Estadio Julián Tesucún          | 8.000     |
| Xelajú Mario Camposeco                 | Quetzaltenango      | Quetzaltenango | Estadio Mario Camposeco         | 11.000    |
|                                        |                     |                |                                 |           |

### Equipos por Departamento
| Departamento   | N.º | Equipos                           |
| -------------- | --- | --------------------------------- |
| Guatemala      | 3   | Comunicaciones, Municipal, Petapa |
| Jalapa         | 1   | Jalapa                            |
| Jutiapa        | 1   | Mictlán                           |
| Petén          | 1   | Heredia Jaguares                  |
| Quetzaltenango | 1   | Xelajú                            |
| San Marcos     | 1   | Marquense                         |
| Suchitepéquez  | 1   | Suchitepéquez                     |
| Zacapa         | 1   | Zacapa                            |

## Fase de clasificación
|  | Pos. | Equipos        | PJ | PG | PE | PP | GF | GC | Dif. | PTS | Clasificación        |
|  | ---- | -------------- | -- | -- | -- | -- | -- | -- | ---- | --- | -------------------- |
|  | 1º   | Municipal      | 18 | 9  | 5  | 4  | 46 | 21 | +25  | 32  | Semifinales          |
|  | 2º   | Petapa         | 18 | 9  | 4  | 5  | 31 | 23 | +8   | 31  | Semifinales          |
|  | 3º   | Marquense      | 18 | 8  | 5  | 5  | 35 | 26 | +9   | 29  | Acceso a semifinales |
|  | 4º   | Xelajú MC      | 18 | 7  | 5  | 6  | 24 | 20 | +4   | 26  | Acceso a semifinales |
|  | 5º   | Heredia        | 18 | 7  | 4  | 7  | 26 | 28 | -2   | 25  | Acceso a semifinales |
|  | 6º   | Suchitepéquez  | 18 | 6  | 5  | 7  | 21 | 25 | -4   | 23  | Acceso a semifinales |
|  | 7º   | Zacapa         | 18 | 5  | 6  | 7  | 25 | 35 | -10  | 21  |                      |
|  | 8º   | Comunicaciones | 18 | 4  | 8  | 6  | 17 | 21 | -4   | 20  |                      |
|  | 9°   | Jalapa         | 18 | 5  | 5  | 8  | 19 | 27 | -8   | 20  |                      |
|  | 10º  | Mictlán        | 18 | 3  | 7  | 8  | 21 | 36 | -15  | 16  |                      |
|  |      |                |    |    |    |    |    |    |      |     |                      |

## Líderes Individuales

### Trofeo Botín de Oro
Posiciones Finales.
| N.º | Jugador                | Goles | Penales | Equipo                            |
| --- | ---------------------- | ----- | ------- | --------------------------------- |
|     | César Alegría          | 15    | 0       | Deportivo Marquense               |
| 2   | Fabián Muñoz           | 10    | 6       | Deportivo Zacapa                  |
| 3   | Edgar Cotto            | 9     | 1       | Deportivo Mictlán                 |
| 4   | Guillermo Ramírez      | 8     | 2       | Club Social y Deportivo Municipal |
| 4   | Mario Rafael Rodríguez | 8     | 0       | Club Social y Deportivo Municipal |
| 4   | Carlos Asprilla        | 8     | 2       | Deportivo Petapa                  |

## Fase Final
<center
|  | Clasificación a Semifinales | Clasificación a Semifinales | Clasificación a Semifinales | Clasificación a Semifinales | Clasificación a Semifinales |  |  | Semifinales | Semifinales | Semifinales | Semifinales | Semifinales |  |  | Final | Final     | Final | Final | Final |
|  |                             |                             |                             |                             |                             |  |  |             |             |             |             |             |  |  |       |           |       |       |       |
|  |                             |                             |                             |                             |                             |  |  | 2           | Petapa      | 0           | 0           | 0           |  |  |       |           |       |       |       |
|  | 3                           | Marquense (v)               | 1                           | 1                           | 2                           |  |  | 3           | Marquense   | 3           | 0           | 0           |  |  |       |           |       |       |       |
|  | 6                           | Suchitepéquez               | 2                           | 0                           | 2                           |  |  |             |             |             |             |             |  |  | 3     | Marquense | 1     | 1     | 2     |
|  |                             |                             |                             |                             |                             |  |  |             |             |             |             |             |  |  | 4     | Xelajú    | 0     | 4     | 4     |
|  |                             |                             |                             |                             |                             |  |  | 1           | Municipal   | 1           | 1           | 2           |  |  |       |           |       |       |       |
|  | 4                           | Xelajú                      | 1                           | 3                           | 4                           |  |  | 4           | Xelajú      | 3           | 1           | 4           |  |  |       |           |       |       |       |
|  | 5                           | Heredia Jaguares            | 2                           | 0                           | 2                           |  |  |             |             |             |             |             |  |  |       |           |       |       |       |

| Campeón Clausura 2007 |
| Xelajú M.C. 4º Título |
| --------------------- |

## Tabla acumulada
|  | Pos. | Equipos        | PJ | PG | PE | PP | GF | GC | Dif. | PTS | Clasificación               |
|  | ---- | -------------- | -- | -- | -- | -- | -- | -- | ---- | --- | --------------------------- |
|  | 1º   | Municipal      | 36 | 17 | 10 | 9  | 73 | 43 | +30  | 61  | Copa Interclubes UNCAF 2007 |
|  | 2º   | Comunicaciones | 36 | 16 | 12 | 8  | 48 | 34 | +8   | 60  |                             |
|  | 3º   | Xelajú MC      | 36 | 17 | 7  | 12 | 59 | 36 | +23  | 58  | Copa Interclubes UNCAF 2007 |
|  | 4º   | Marquense      | 36 | 15 | 9  | 12 | 61 | 46 | +15  | 54  |                             |
|  | 5º   | Petapa         | 36 | 15 | 9  | 12 | 62 | 53 | +9   | 54  |                             |
|  | 6º   | Jalapa         | 36 | 13 | 8  | 15 | 45 | 50 | -5   | 47  |                             |
|  | 7º   | Zacapa         | 36 | 12 | 9  | 15 | 45 | 67 | -22  | 45  |                             |
|  | 8º   | Heredia        | 36 | 12 | 8  | 16 | 50 | 64 | -14  | 44  | Playoffs de descenso        |
|  | 9°   | Suchitepéquez  | 36 | 11 | 8  | 17 | 38 | 54 | -16  | 41  | Playoffs de descenso        |
|  | 10º  | Mictlán        | 36 | 6  | 12 | 18 | 33 | 67 | -34  | 30  | Descendido                  |
|  |      |                |    |    |    |    |    |    |      |     |                             |

## Promocionales de Ascenso o Permanencia
| Local en la ida    | Global | Local en la vuelta | Ida   | Vuelta | Resultado                                |
| ------------------ | ------ | ------------------ | ----- | ------ | ---------------------------------------- |
| Juventud Retalteca | 1 - 2  | Heredia            | 1 - 1 | 0 - 1  | Heredia permanece en Liga Nacional       |
| Cobán Imperial     | 1 - 2  | Suchitepéquez      | 1 - 0 | 0 - 2  | Suchitepéquez permanece en Liga Nacional |